# Lethrus serridens
Lethrus serridens är en skalbaggsart som beskrevs av Nikolajev 1971. Lethrus serridens ingår i släktet Lethrus och familjen tordyvlar. Inga underarter finns listade i Catalogue of Life.